# Kisboldogasszony-templom (Gyöngyöspata)
A Kisboldogasszony-templom Gyöngyöspata római katolikus temploma, műemlék.

## Története
A 12. században kis román templom épült itt, amelynek félköríves szentélye volt. Az alapfalait a mai templom északnyugati negyedében tárták fel. Az agyagba rakott patakkőből falazott templom hajója 8,5×6,6 méter területű volt, amelyhez kelet felé 3,5 méter mélységű félköríves szentély csatlakozott.
A 13. században tornyot építettek eléje és az északi oldalon kápolnával bővítették. A kutatás azt is kiderítette, hogy a francia előképek szerint megformált szegedi Szent Demeter-templomhoz hasonlóan, alul négyzetes formájú volt, feljebb nyolcszögű hasábban folytatódott. A tatárjárás idején építhették az északi oldalhoz a Szent András-kápolnát, amikor a főesperes leköltözött a faluba.
Nekcsei Demeter egyenes záródású szentéllyel bővítette és kifestette az épületet egyes feltételezések szerint(forrás:Tájak-Korok) Károly Róbert király Bolognában tanult festő mesterével, Hertul mester-rel. Később a 14. század végén a déli oldalához sokszög záródású hajó épült, szintén falfestményekkel díszítve.
A 15. század végén lényegében elkészült a mai templom, háromhajóssá alakították a teret, új sokszögzáródású szentélyt építettek hozzá, megépült a gótikus torony is. A 16. század végén készült a hazánkban egyedülálló Jessze-oltár a középkori szárnyas oltár pótlására. A dombtetőn emelkedő templomot kerítőfal övezte, ennek rekonstruálására és a terület esztétikus rendezésére is sor került. Hatalmas, alul négyszögletes, a sarkokban haránt állású támpillérekkel megerősített, felül nyolcszögletes, négyszintes torony áll a homlokzat előtt. Ablakai gótikusak , a második emeleten részben mérművesek.
Felül barokk óra és barokk jellegű körbefutó fatornác van, csúcsos, magas toronysüveggel. A torony homlokzatán lépcsős díszű kapuzat látható, amely a kassai dómmal rokonítja az épületet.
A déli oldalon késő gótikus előcsarnok, a hajó és a szentély falain mérműves ablakok és támpillérek találhatók. A homlokzat bal oldalán jól kivehető az első román templom homlokzata. A templombelső háromhajós, késő gótikus bordázattal, a bordákat alátámasztó konzolokon maszkszerű emberfejekkel.
A déli mellékhajó végében a 17. századi oltár, az északiban klasszicista Szent Sír kápolna méltó a figyelemre.
A templomban őrzik Károly Róbert tárnokmestere – és a falu szülötte – Nekcsei Demeter által szerkesztett Nekcsei-biblia egy másolatát.

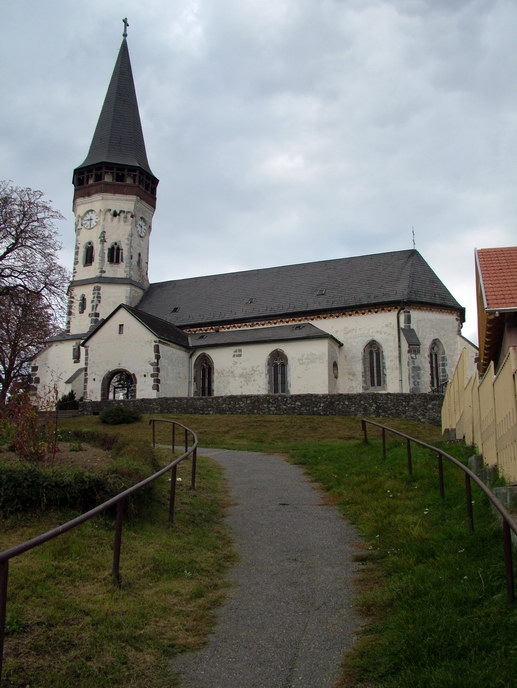
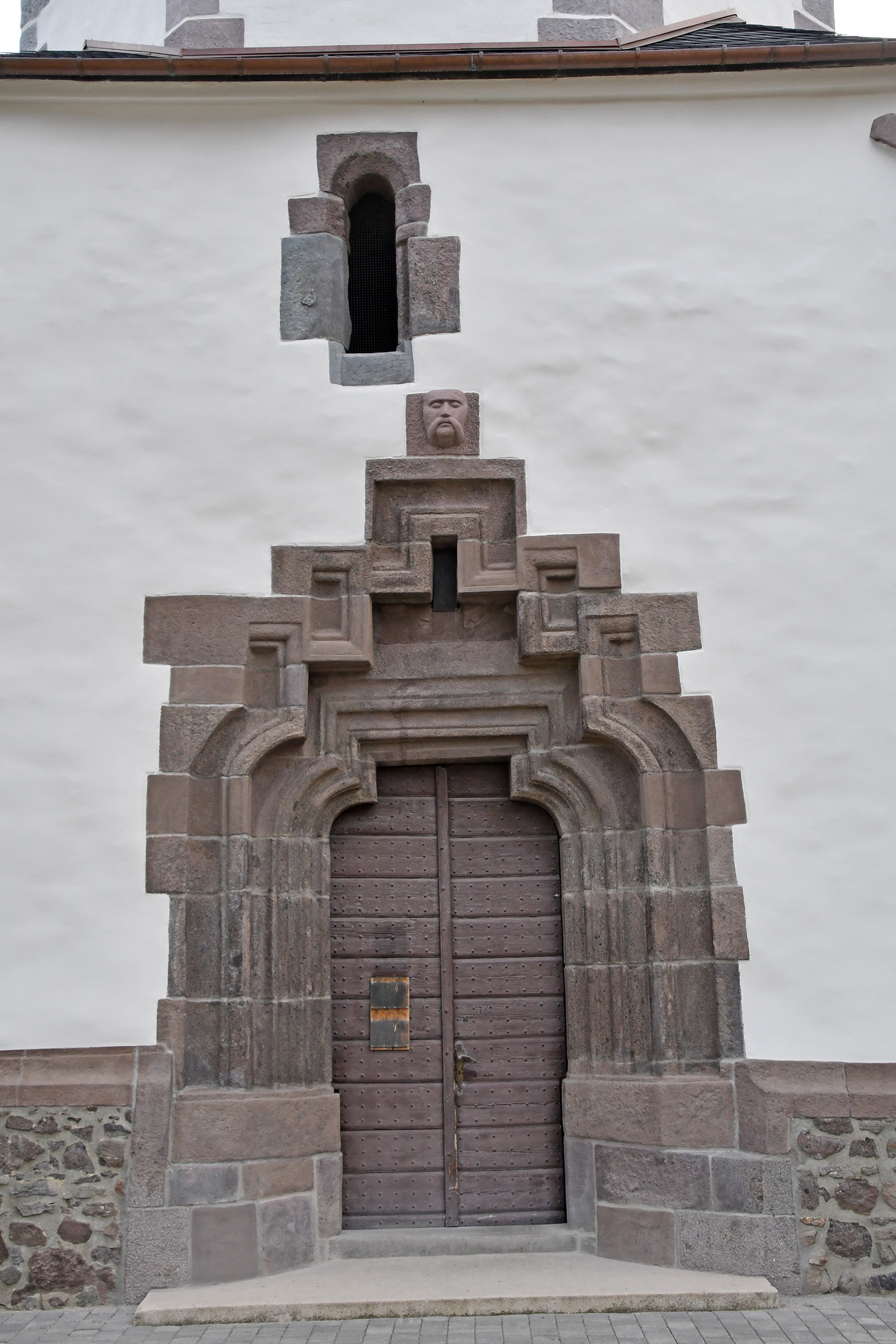
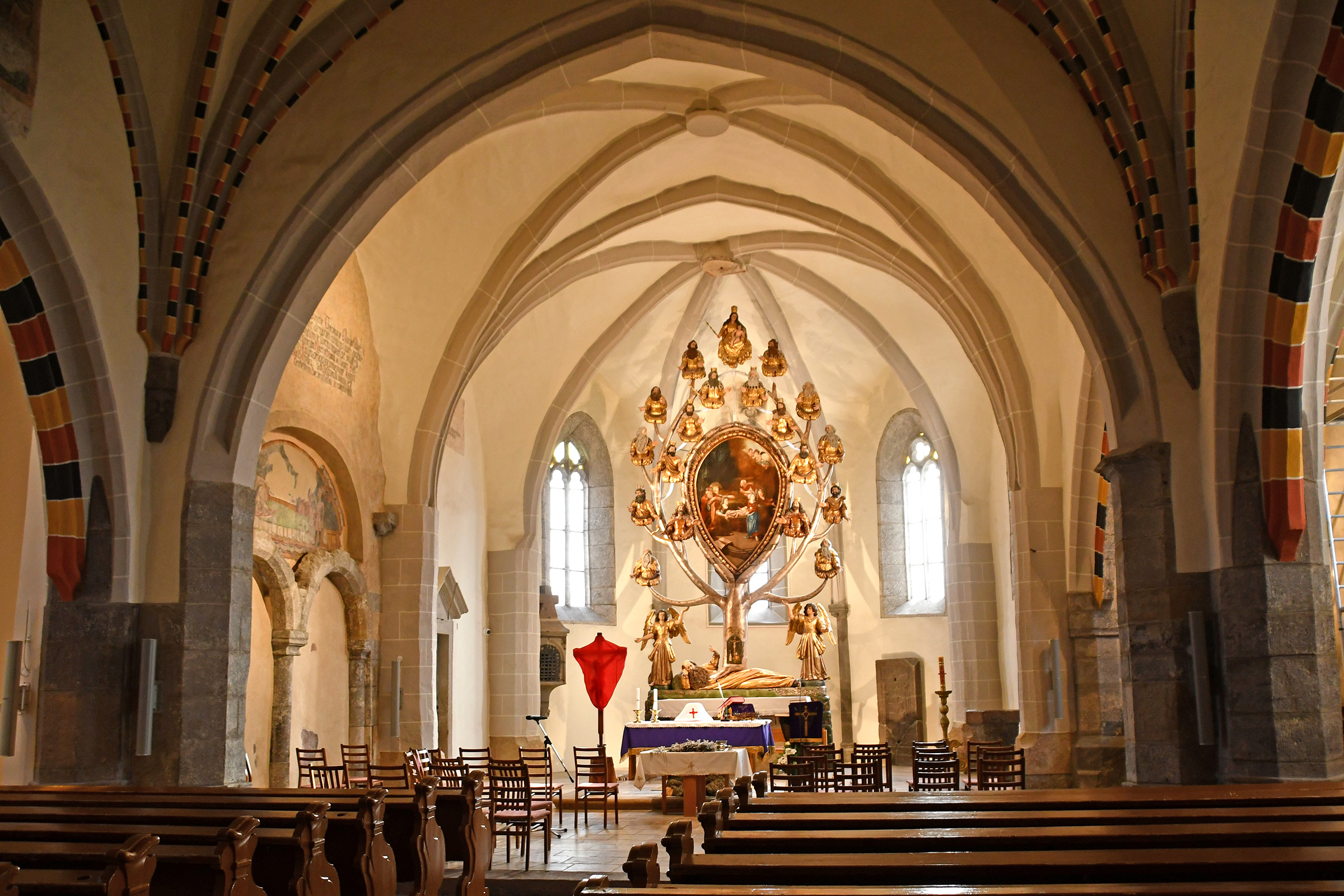
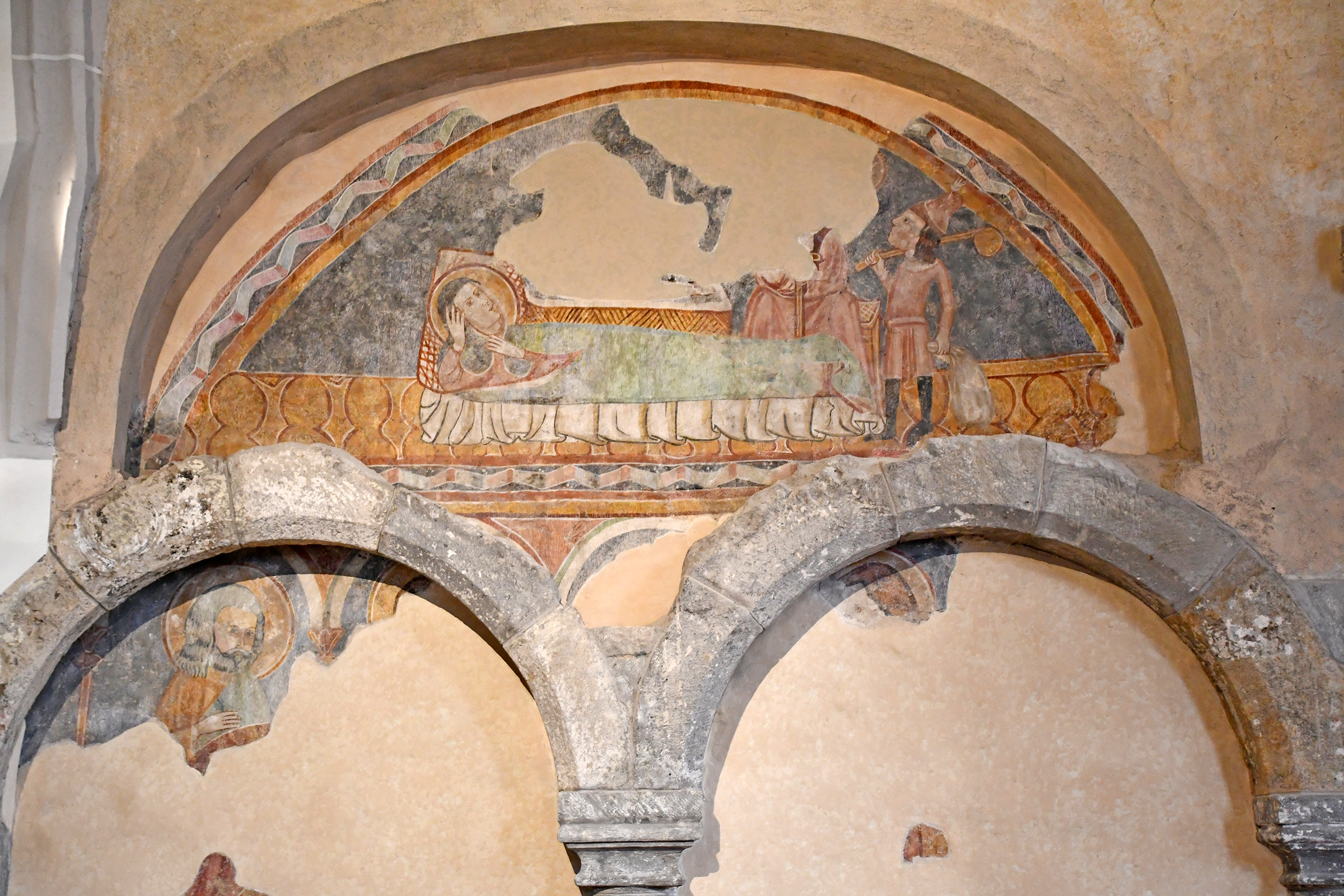
Mária születése, 14. századi freskó
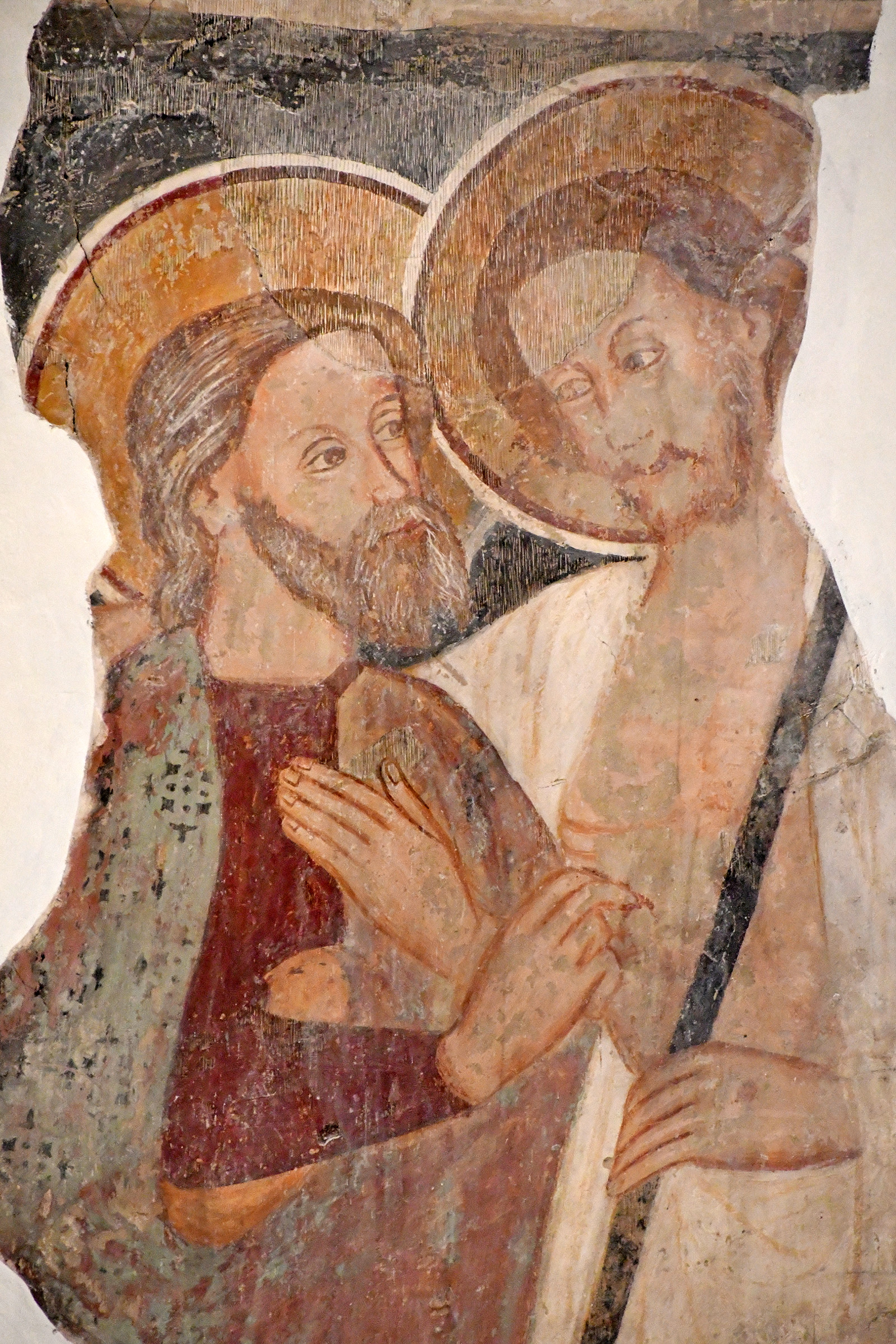
Hitetlen Tamás, 14. századi freskó
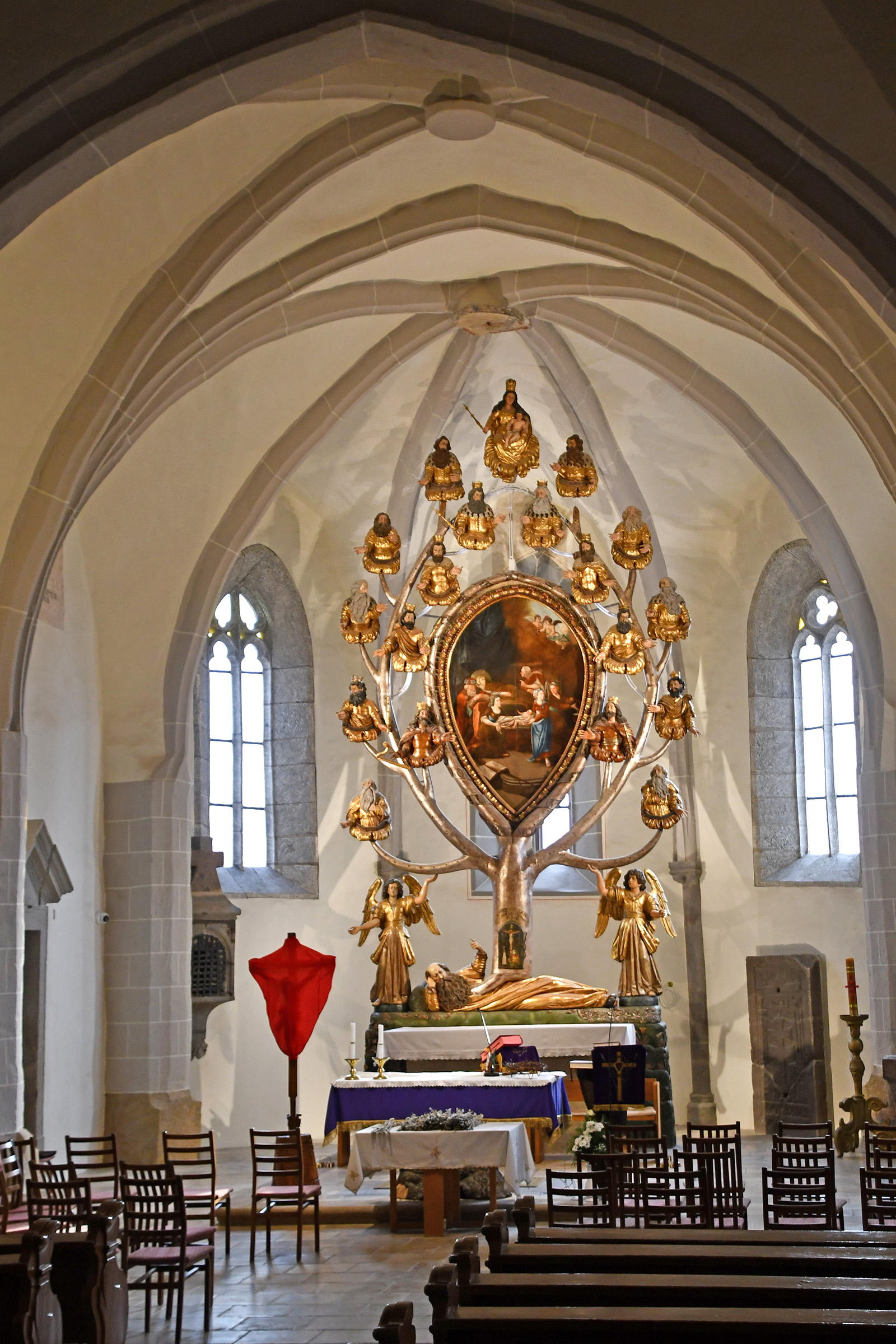
Jessze-oltár
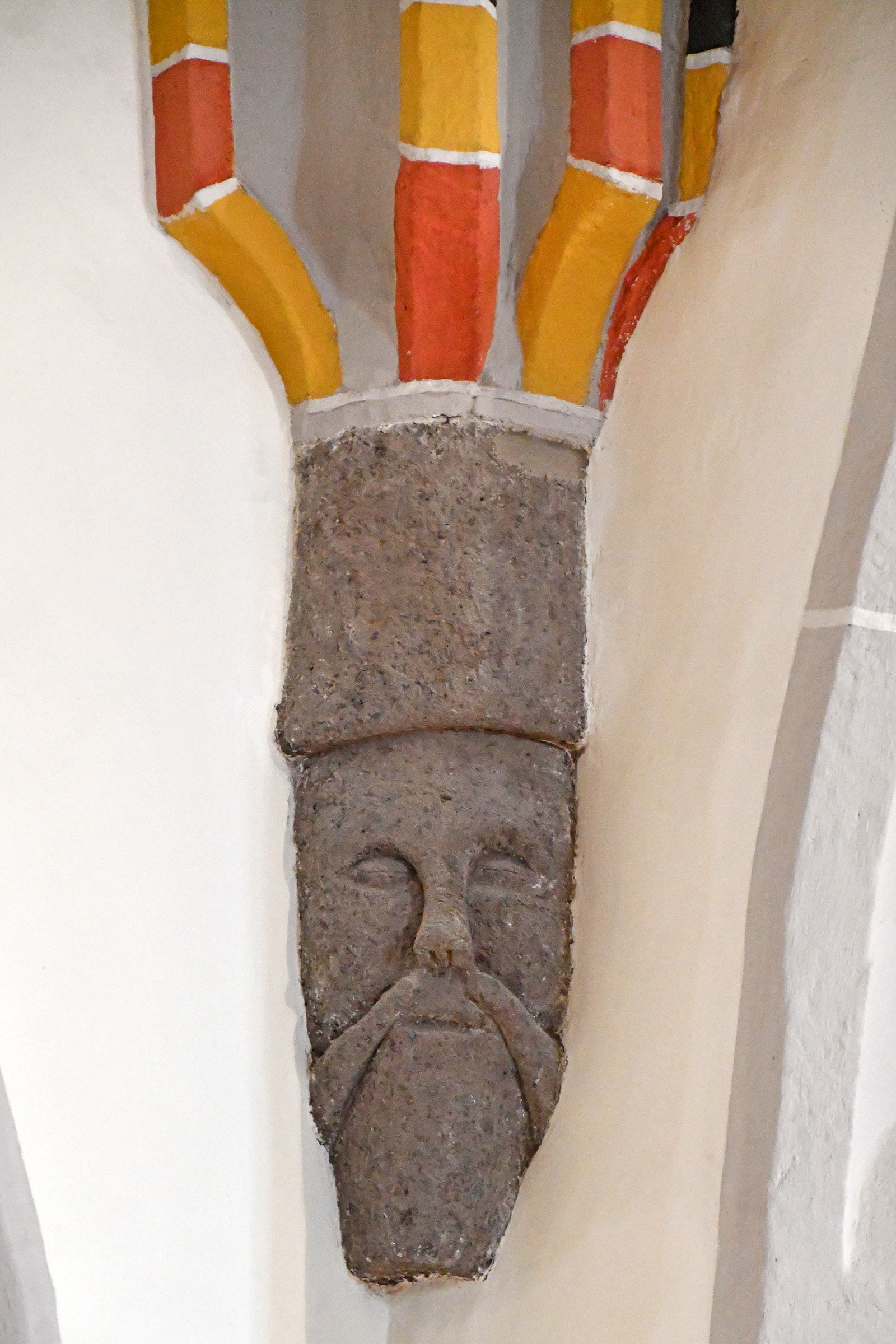
A boltozat egyik bordakötegének alakos gyámköve
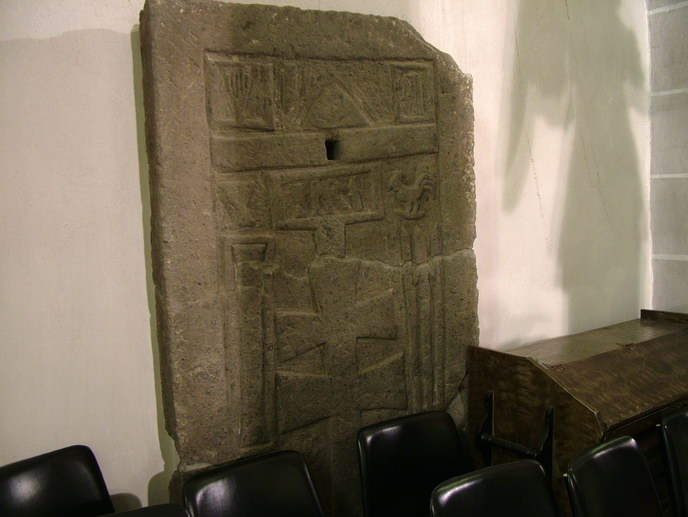
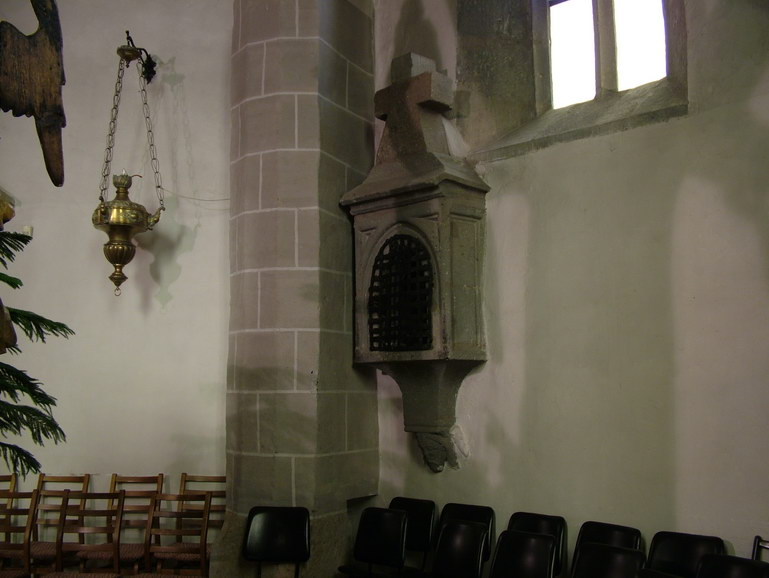
Szentségtartó

### A Jessze fája oltár

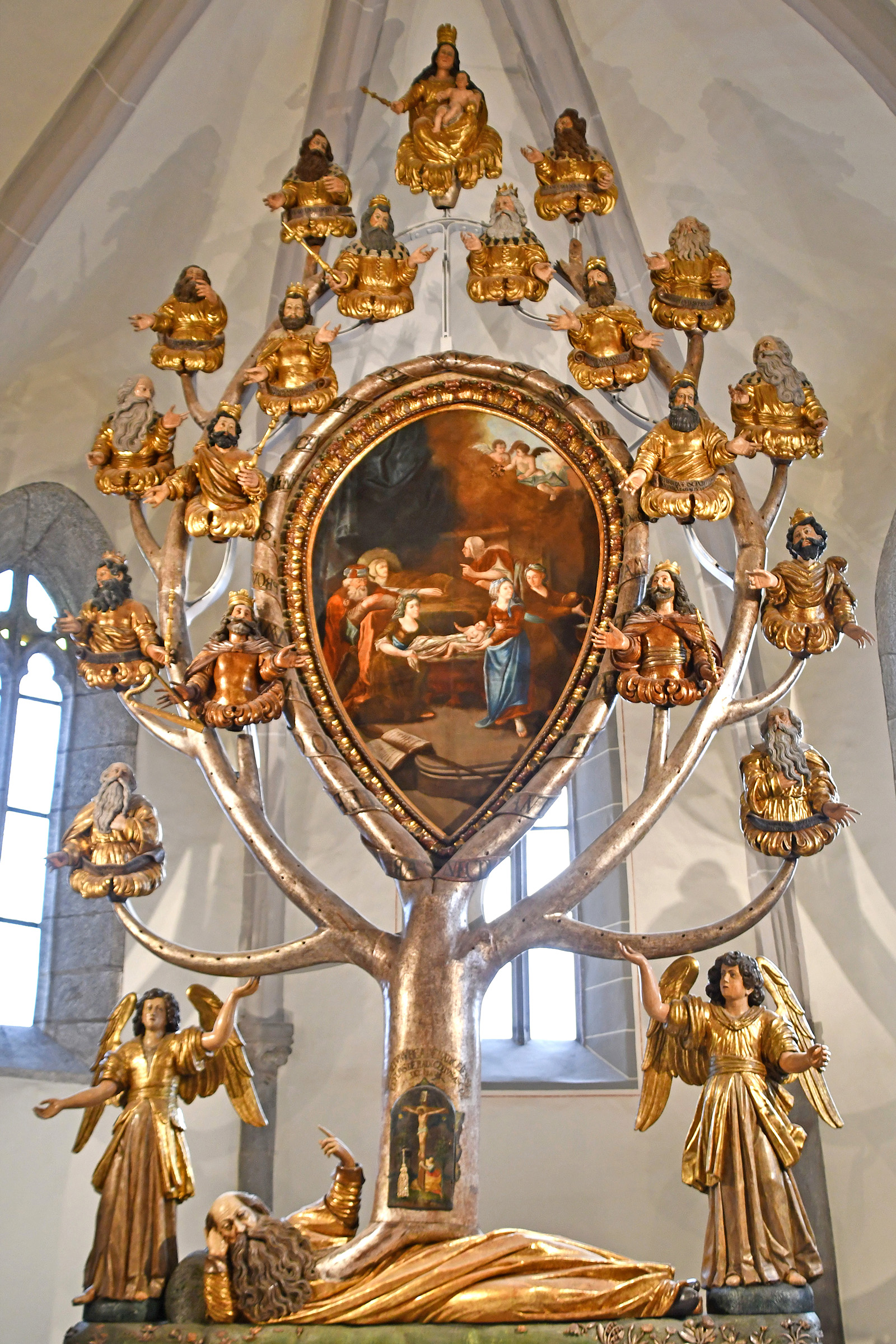
A Jessze fája oltár

A kő oltárasztalt burkoló faborításon virágos rétet faragott a szobrász. Középen a gyertyapadon Izai (Jessze, vagy ahogy a pataiak nevezték Jekse) életnagyságú szobra fekszik, akinek a törzsökéből hatalmas fa sarjad, annak ágai tojásdad alakban keresztezik a Mária születését ábrázoló festményt. A fa ágain Jézus ősei (királyok, próféták, köztük Salamon és Dávid) ülnek, az összehajló ágak felett Mária trónol a kisdeddel. A fa két oldalán egy-egy kandelábert tartó angyal áll, gyertyák világítják meg a fatörzsön nyíló tabernákulumajtót. 1806-ban a szobor elé copf stílusú oltárszekrényt állították, ekkor csonkították meg a szépen faragott, ősz hajú Jesszét. A 8 méter magas Jessze-fa törzsén iratszalagok kígyóznak az Énekek énekéből vett idézetekből. 1868-ban földrengést követő tűz okozott kárt az oltárban. A tűzkár nyomait 1878-ban Reinhard és Hatzunder pesti aranyozó tüntette el.